# Phyllachora naqsii
Phyllachora naqsii är en svampart som beskrevs av K.D. Hyde & C.A. Pearce 1993. Phyllachora naqsii ingår i släktet Phyllachora och familjen Phyllachoraceae.   Inga underarter finns listade i Catalogue of Life.